# ジャック・キャシディ
ジャック・キャシディ （本名ジョン・ジョセフ・エドワード・ジャック・キャシディ John Joseph Edward “Jack” Cassidy, 1927年3月5日 - 1976年12月12日）は、アメリカ合衆国の俳優。主にアメリカの舞台とテレビドラマで活躍した。

## プロフィール
ニューヨーク州リッチモンド・ヒルで、アイルランド系の父とドイツ系の母の間に生まれる。ブロードウェイでのミュージカルを皮切りに数多くのテレビ番組や映画に出演。それからはテレビドラマに引っ切り無しにゲスト出演し、『刑事コロンボ』シリーズでは3度も犯人役を務めたが、その3度目の出演となる「魔術師の幻想」が放映された1976年に、寝タバコが原因の自宅マンションの火災により49歳で死去した。遺体は損傷が激しく、歯型と指輪から本人と確認された。

## 私生活
結婚は2回経験しており、最初の妻との間に息子のデイヴィッド・キャシディを授かったが後に離婚。2回目の結婚では歌手で女優のシャーリー・ジョーンズとの間に3人の子供を授かるも再び離婚。3人の子供のうちショーン(Shaun Cassidy)とパトリックの2人は俳優となった。最初の妻との間の息子デイヴィッドも10代で『パートリッジ・ファミリー』への出演等によりトップアイドルに、ショーンもその人気にあやかるようにアイドル歌手としても活躍、その娘のケイティも女優である。

## 出演作品

### 映画
- アイガー・サンクション The Eiger Sanction (1975)

### 舞台
- シャングリラ Shangri-La (1956)※シャーリー山口（山口淑子）と共演

### テレビドラマ
- サンセット77 77 Sunset Strip (1962)
- ザ・ルーシー・ショー The Lucy Show (1965)
- 0022アンクルの女 The Girl from U.N.C.L.E. (1967)
- 刑事コロンボ
  - 構想の死角 Columbo: Murder by the Book (1971) ケン・フランクリン
  - 第三の終章 Columbo: Publish or Perish (1974) ライリー・グリーンリーフ
  - 魔術師の幻想 Columbo: Now You See Him (1976) サンティーニ
- ボナンザ Bonanza (1971)
- 西部二人組 Alias Smith and Jones (1971)
- スパイ大作戦 Mission: Impossible (1972)
- ハワイ5-0 Hawaii Five-O (1975)
- 警部マクロード McCloud: London Bridges (1977)
- 奥さまは魔女
  - 第5シーズン「百年前にもどちゃった」ランス・バトラー
  - 第6シーズン「いとしのセリーナ」ディンスデール社長